# Праседівка (хутір)
Праседі́вка, місцева назва — Праседу́вка (нім. Prawosudowka).
Хутір, а точніше невеличке село яке було розташоване біля колишнього Волинського тракту (по місцевому — шляху) з Литви через Пінськ, Висоцьк, Дубровицю, Бережницю до Луцька. Один з населених пунктів поблизу Висоцька, який існував з кінця 18 століття до 1980 року.
Перші відомості про хутір Прасидівка є e «Списку насельонных мест Волынськой губернии».